# V"jačeslav Hlazkov
V"jačeslav Valerijovyč Hlazkov (in ucraino В'ячеслав Валерійович Глазков?; Luhans'k, 15 ottobre 1984) è un pugile ucraino.

## Palmarès

### Olimpiadi
- 1 medaglia:
  - 1 bronzo (Pechino 2008 nei pesi supermassimi)

### Mondiali dilettanti
- 1 medaglia:
  - 1 argento (Chicago 2007 nei pesi supermassimi)